# Бахмальський район
Бахмальський район (узб. Бахмал тумани, Baxmal tumani) — район у Джиззацькій області Узбекистану. Розташований на півдні області. Утворений 31 серпня 1971 року. Центр — міське селище Усмат.